# Ron Schallenberg
Ron Schallenberg, né le 6 octobre 1998 à Paderborn, est un footballeur allemand qui joue au poste de milieu de terrain à Schalke 04.

## Biographie
Ron Schallenberg débute le football au SV Marienloh, petit club en périphérie de la ville de Paderborn, avant d'intégrer le centre de formation du SC Paderborn en 2009.
Il est prêté au SC Verl entre 2018 et 2020 pour obtenir du temps de jeu. Il revient ensuite au SC Paderborn à l'été 2020 où il s'impose comme titulaire.
Le 19 juin 2023, il s'engage en faveur de Schalke 04 pour une durée de trois saisons.

## Statistiques
| Saison                | Club                  | Championnat           | Championnat | Championnat | Championnat | Coupe(s) nationale(s) | Coupe(s) nationale(s) | Coupe(s) nationale(s) | Total | Total | Total |
| Saison                | Club                  | Division              | M.          | B.          | P.d.        | M.                    | B.                    | P.d.                  | M.    | B.    | P.d.  |
| 2016-2017             | SC Paderborn II       | Oberliga Westphalie   | 21          | 0           | 1           | -                     | -                     | -                     | 21    | 0     | 1     |
| 2017-2018             | SC Paderborn II       | Oberliga Westphalie   | 20          | 0           | 3           | -                     | -                     | -                     | 20    | 0     | 3     |
| Sous-total            | Sous-total            | Sous-total            | 41          | 0           | 4           | -                     | -                     | -                     | 41    | 0     | 4     |
| 2018-2019             | SC Verl (prêt)        | Regionalliga Ouest    | 27          | 4           | 2           | 4                     | 1                     | 0                     | 31    | 5     | 2     |
| 2019-2020             | SC Verl (prêt)        | Regionalliga Ouest    | 21+2        | 4+1         | 5+0         | 3                     | 1                     | 0                     | 26    | 6     | 5     |
| Sous-total            | Sous-total            | Sous-total            | 50          | 9           | 7           | 7                     | 2                     | 0                     | 57    | 11    | 7     |
| 2017-2018             | SC Paderborn          | 3. Liga               | -           | -           | -           | 5                     | 1                     | 0                     | 5     | 1     | 0     |
| 2020-2021             | SC Paderborn          | 2. Bundesliga         | 31          | 1           | 1           | 3                     | 0                     | 0                     | 34    | 1     | 1     |
| 2021-2022             | SC Paderborn          | 2. Bundesliga         | 31          | 3           | 4           | 1                     | 0                     | 0                     | 32    | 3     | 4     |
| 2022-2023             | SC Paderborn          | 2. Bundesliga         | 33          | 3           | 2           | 2                     | 0                     | 0                     | 35    | 3     | 2     |
| Sous-total            | Sous-total            | Sous-total            | 95          | 7           | 7           | 11                    | 1                     | 0                     | 106   | 8     | 7     |
| 2023-2024             | Schalke 04            | 2. Bundesliga         | 11          | 0           | 1           | 2                     | 0                     | 0                     | 13    | 0     | 1     |
| Sous-total            | Sous-total            | Sous-total            | 11          | 0           | 1           | 2                     | 0                     | 0                     | 13    | 0     | 1     |
| Total sur la carrière | Total sur la carrière | Total sur la carrière | 197         | 16          | 19          | 20                    | 3                     | 0                     | 217   | 19    | 19    |